# Park miejski w Nysie
Park Miejski w Nysie – zabytkowy park o powierzchni 42 ha, położony w prawobrzeżnej części
Nysy, pomiędzy Śródmieściem a dzielnicą Zamłynie. Od południa otoczony zabudową jednorodzinną ulicy Słowackiego, a od zachodu – ogrodami działkowymi przy alejce Bazaltowej. Granicę północną wyznacza rzeka Nysa Kłodzka i kanał wodny, wschodnią natomiast - dawna fosa i Staw Łabędzi. Walory parku to przepiękne położenie, wiele ciekawych zakątków, bogata fauna i flora. Zaprojektowany został na wzór angielskiego ogrodu krajobrazowego. Park rozdziela na dwie części o odmiennym charakterze ulica Powstańców Śląskich.

## Historia
Do połowy XVIII wieku w miejscu dzisiejszego parku, po południowej stronie Młynówki, obok ówczesnego ogrodu biskupiego, znajdowały się podmokłe, niemal bagienne łąki nadrzeczne, na których nie można było budować domów. Później teren ten był stopniowo osuszany, wznoszono tu liczne młyny i folusze z kołami wodnymi. Uregulowano przepływającą tędy niewielką rzeczkę Białkę, rozdzielającą się jeszcze w końcu XVI wieku na dwie odnogi. Powstał w ten sposób kanał odwadniający z licznymi rozgałęzieniami (Kanał Bielawski). Istniejącą tu dawniej drogę prowadzącą do tzw. Młyna Prochowego obsadzono obustronnie lipami. 
W XIX wieku zaczęto budować nowe aleje, przy których sadzono topole, klony, lipy i jesiony. Głównym wejściem do parku stał się początek drogi nad kanałem, przechodzącej przez teren dawnych fortyfikacji. Zmian tych dokonano na pewno przed rokiem 1887, gdyż wówczas wydany został dokładny plan Nysy i przewodnik po mieście. Na kilka lat przed tą datą przeprowadzono także rozbiórkę istniejących tu dawnych fortyfikacji bastionowych. Do dziś zachowały się pozostałości po nich w postaci wałów ziemnych i fosy, którą następnie częściowo przekształcono w Staw Młyna Prochowego, obecnie nazywany Stawem Łabędzim. 
Przed rokiem 1890 powstał na terenie parku kolejny zbiornik wodny zwany Stawem Gondolowym lub Łódkowym. Odbywały się na nim regaty, udostępniany był także do rekreacyjnego pływania łódkami. 
W pierwszej połowie XX wieku powzięto zamiar powiększenia terenu parku o podmokłe łąki
nadrzeczne po stronie zachodniej. Próbowano osuszyć teren poprzez budowę rowów wodnych, jednak udało się to tylko częściowo. Sadzono tutaj głównie olchy, gdyż inne gatunki drzew masowo usychały z powodu trudnych warunków glebowych.

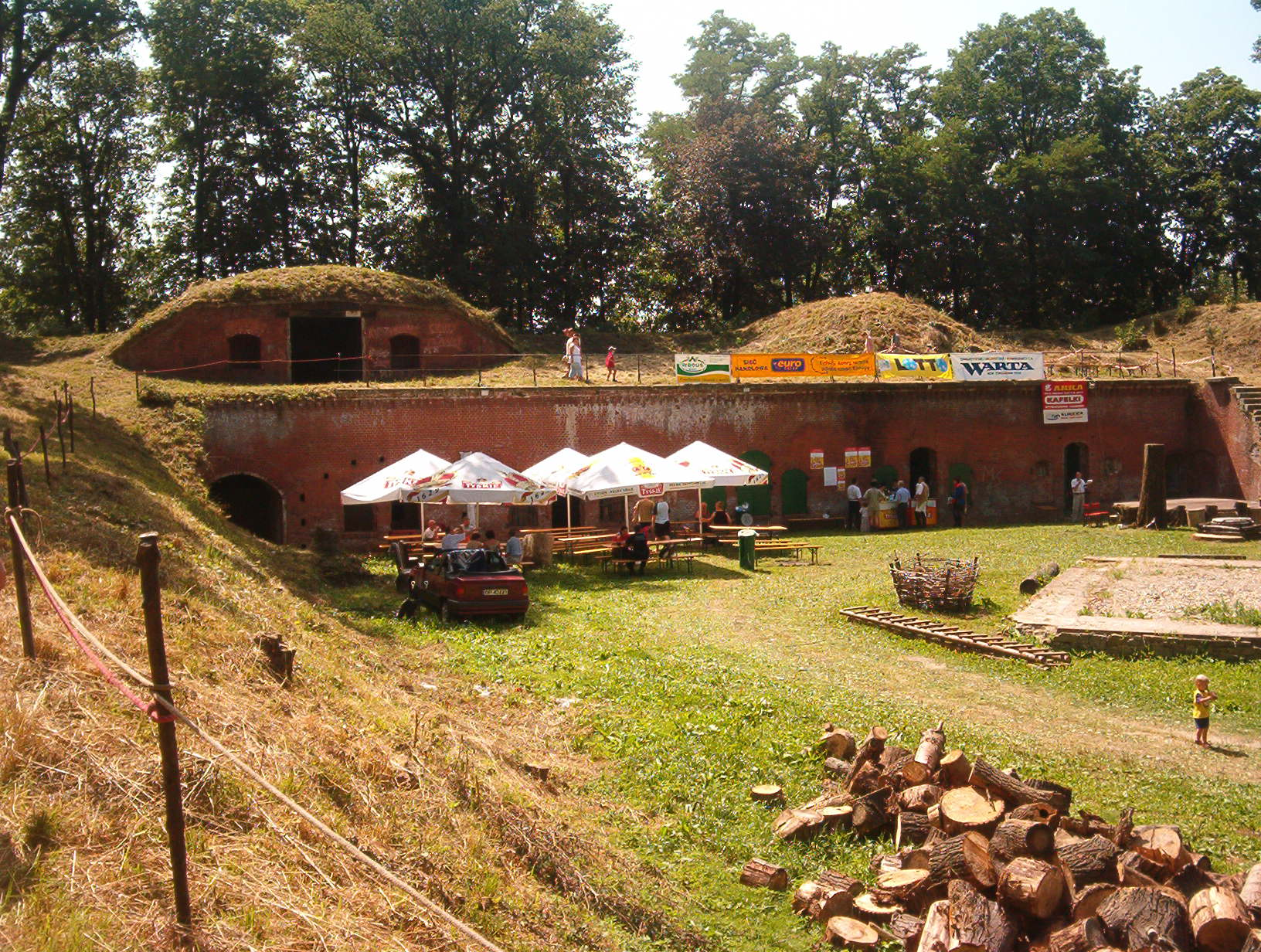
Fort Wodny przed remontem

## Układ wodny

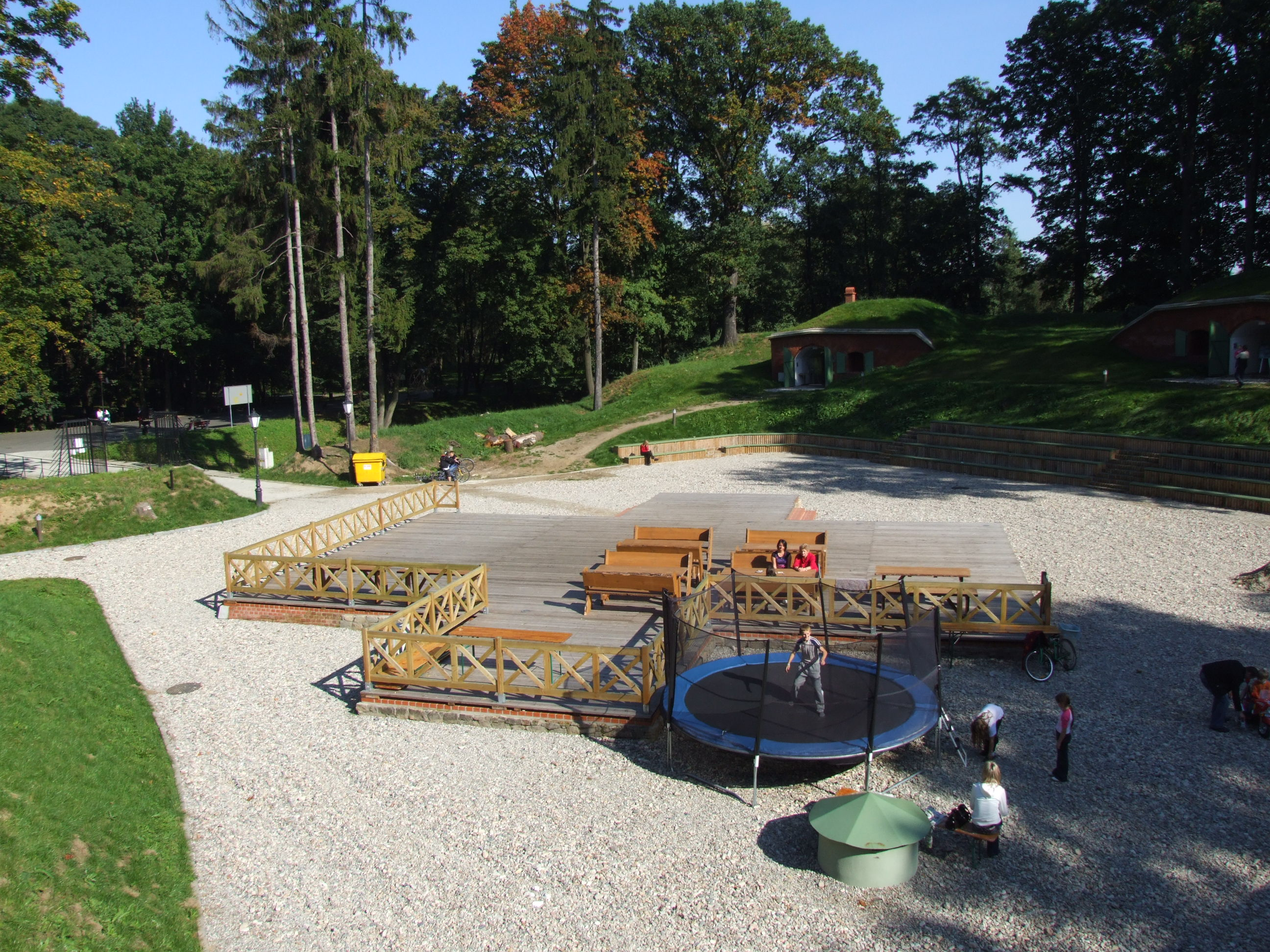
Plac w Forcie Wodnym

Park posiada bardzo rozbudowany system wodny. Tworzy go Kanał Bielawski, kanał Młynówka, sieć mniejszych rozgałęzionych kanałów oraz dwa rozległe stawy parkowe - Staw Łabędzi i Staw Gondolowy. Całość zajmuje łącznie 5,3 ha powierzchni. 
Kanał Młynówka, będący zachodnią granicą parku, nie jest powiązany z układem innych kanałów parkowych. Opływa on Fort Wodny, tworząc tuż przed nim rozlewisko, na środku którego
znajduje się mała wyspa.
Podstawowy element układu zasilającego park w wodę stanowi natomiast Kanał Bielawski. Zbudowano na nim liczne zastawki regulujące poziom wody w pozostałych kanałach i stawach parkowych. Większość elementów hydrotechnicznych jest jednak obecnie nieczynna i zdewastowana. Widoczna czasami w kanałach woda pochodzi obecnie jedynie z gleby i opadów atmosferycznych.
Staw Łabędzi, który powstał w miejscu dawnej fosy, ma linię brzegową odpowiadającą przebiegowi dawnych umocnień, a w jego części środkowej znajduje się niewielka wysepka.

## Część parkowa
Starsza i bardziej zagospodarowana część parku położona jest po wschodniej stronie ulicy Powstańców Śląskich. To tu znajduje się główne wejście (przy ulicy Bohaterów Warszawy, obok szpitala) oraz najstarsza promenada nad Kanałem Bielawskim. Boczne alejki, usytuowane nad kanałami i brzegami stawów oraz wśród drzewostanu parkowego, mają kształt łagodnych łuków. Poprowadzone zostały one przez liczne mostki nad kanałami, a w niektórych miejscach posadowione na wysokich groblach.
W tej części parku zachował się budynek kasyna oficerskiego (obecnie przeznaczony na cele mieszkalne) oraz dawne koszary. Z wielu elementów małej architektury ogrodowej pozostał jedynie postument rzeźby parkowej oraz kamienny portal na nasypie w części wejściowej do parku.
Przedłużenie wschodniej części parku stanowi rozległy obszar zieleni miejskiej, ciągnący się aż do ulicy Prudnickiej (Kaczy Dołek). 
Park połączony jest także z nyskimi plantami poprzez wejście główne - prowadzi stąd alejka na plac Paderewskiego (po drugiej stronie ulicy Bohaterów Warszawy).

## Część leśna
Zwana Parkiem Wilsona cześć Parku Miejskiego po zachodniej stronie ulicy Powstańców Śląskich zmienia swój charakter i bardziej przypomina las, a konkretnie typową naturalną jednogatunkową podgórską nadrzeczną olszynę. Jej drzewostan tworzy niemal wyłącznie olsza szara,
z niewielkimi domieszkami innych gatunków, przede wszystkim brzozy brodawkowatej.
Brak tu stawów, grobli, mostków i głębokich kanałów, jest tylko gęsta sieć płytkich rowów wodnych umocnionych faszyną. Wytyczono liczne alejki o skomplikowanych kształtach, a krajobraz urozmaica duża polana.
W południowo-zachodnim narożniku tej części parku znajduje się Fort Wodny, stanowiący jeden z wielu zachowanych elementów potężnego systemu umocnień Twierdzy Nysa. 

## Przyroda
Najstarsze fragmenty parku porasta wielogatunkowy liściasty starodrzew w wieku 150-170 lat o charakterze zbliżonym do naturalnego łęgu. Powstał on głównie z rzędowych nasadzeń lipy drobnolistnej, jesionu wyniosłego, dębu szypułkowego, klonu pospolitego, jaworu, grabu i topoli czarnej. Na kilku dębach występuje bardzo rzadki w Polsce, objęty ścisłą ochroną grzyb ozorek dębowy. 
W parku znajdują się aleje ponadstuletnich lip, klonów i jesionów oraz wiele pojedynczych okazałych, pomnikowych drzew, których obwody pni dochodzą do 200 cm, a wysokość przekracza 30 metrów. Za najstarsze drzewo w parku uważany jest dąb szypułkowy przy Stawie Łabędzim – pomnik przyrody. Jego wiek wynosi 170 lat, obwód pnia 406 cm, a wysokość 30 m. Z gatunków aklimatyzowanych rośnie tu skrzydłorzech kaukaski, miłorząb dwuklapowy, cyprysik groszkowy, daglezja zielona, dąb błotny, dąb czerwony i choina kanadyjska. Nowe, kilkunastoletnie nasadzenia krzewów forsycji pośredniej, derenia białego i rozłogowego, cyprysików
i żywotników zlokalizowane są nad brzegami Stawu Łabędziego. Z roślin runa leśnego zakwita tu wczesną wiosną chroniona śnieżyczka przebiśnieg. W najbardziej podmokłych miejscach występuje roślinność bagienna. Stawy są obecnie siedliskiem wielu rzadkich gatunków roślin wodnych i szuwarowych, m.in. rdestnicy grzebieniastej i drobnej oraz łączenia baldaszkowego.
Na terenie parku można spotkać między innymi następujące gatunki ptaków:
- bocian biały, bogatka, czapla siwa, dzięcioł czarny, dzięcioł zielonosiwy, dzięciołek, dzwoniec, grubodziób, kaczka krzyżówka, kos, kowalik, kukułka, kwiczoł, łabędź niemy, modraszka, sowa uszata, szpak, wrona siwa, zięba, zimorodek.

Wyspa pośrodku Stawu Łabędziego stanowi miejsce lęgowe łabędzi niemych.
W parku wyznaczono ścieżkę dydaktyczną zaprojektowaną w oparciu
o walory przyrodnicze i historyczne.

## Infrastruktura
Infrastruktura parku jest uboga, znajduje się w nim niewiele ławek, brak jest miejsc parkingowych,
placu zabaw dla dzieci oraz szaletów miejskich. Na terenie parku nie ma też żadnych obiektów sportowych, ani punktów gastronomicznych.
Większość alejek ma nawierzchnię asfaltową.